# General Madariaga (partido)
Pour les articles homonymes, voir General Madariaga.
General Madariaga est un partido de la province de Buenos Aires fondé en 1907 dont la capitale est General Juan Madariaga.